# 榊原照久
榊原照久（1585年－1647年9月5日）是江戶時代前期武將，後來負責神職。父親是榊原清政。榊原康政的從兄。初名清久。官位是從五位下、大內記、從四位下、從二位。

## 生平
在江戶時代初期活躍的德川氏家臣。與父親清政一同成為德川家康的近侍。慶長5年（1600年），初次有家康的御目見資格，以後仕於側近。慶長12年（1607年）5月，在父親清政死去之際繼承駿河國久能山城番，後來被賜予同國有渡郡1千8百石。在大坂之陣之際表示希望参戰，但是因為久能山是要地而被家康嚴命，於是留在久能山。元和2年（1616年）4月17日，在家康死去後因為幕命而執行祭祀。以後作為祭主而留在久能山並負責靈廟的神事。元和3年（1617年）8月28日，因為在夢中受到家康的命令而改名為照久。在元和4年（1618年）5月13日敘任從五位下大內記，同年6月24日昇敘從四位下大內記如元。在元和8年（1622年）6月20日昇敘為從二位並上洛，同年8月12日得到昇殿資格。在正保3年（1647年）8月7日死去。戒名是秋巖。在久能山之地建立一寺，並被葬在同寺的照久寺。照久寺在昭和60年（1985年）與寶台院合併，翌年作為寶台院別院而保存在静岡市駿河區安居。

## 其他
在伊勢神宮的祭主以神祇大副（權大副）為本官並兼任其他職務的例子中，多數都擁有三位以上的位階，與此類似，祭祀東照大權現的久能山祭主的地位亦很高。榊原照久在昇敘從二位後上洛並獲得昇殿資格一事有一定的政治意思。另一方面亦有看法指出在幕府內亦有將其升至高位的必要，就結果而言，這個待遇亦變成僅限於照久一代，子孫作為久能山守衛總御門番來繼承並成為交代寄合，即使到達帝鑑間的位階亦被固定是從五位下（官職是越中守）。而照久敘任從二位的年份是元和8年，此時的伊勢祭主是藤波種忠，位階是正五位下，本官是神祇權少副。以榊原照久敘位從二位為契機，伊勢神宮祭主在種忠的孫兒景忠成為祭主的一代成為從二位，後來更昇敘為正二位。

## 外部連結
- 榊原氏ゆかりの寺 （页面存档备份，存于）